# Dendrocolaptidae

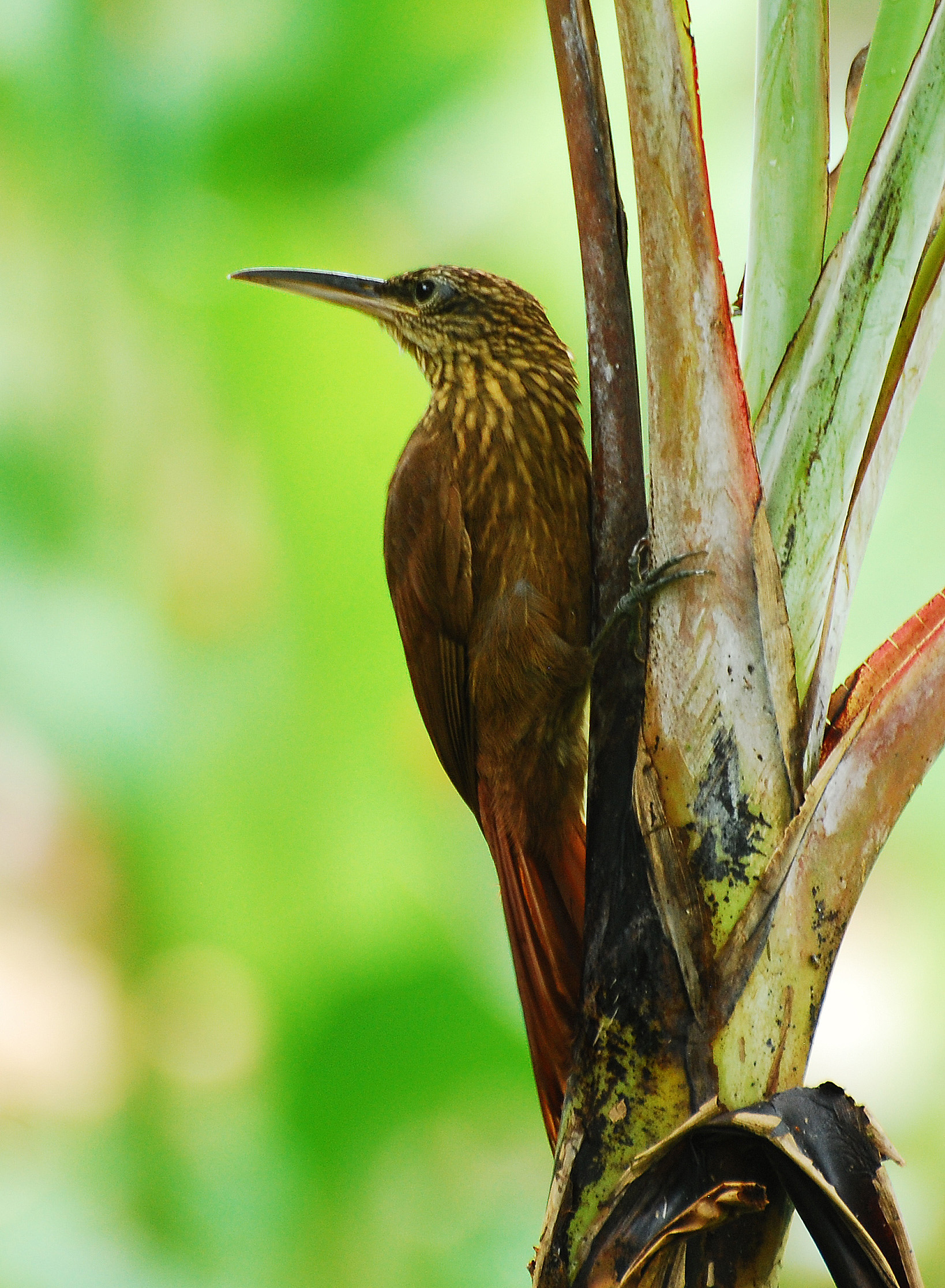
Xiphorhynchus susurrans.

L'ancienne famille des Dendrocolaptidae (ou dendrocolaptidés en français) comprenait les 50 espèces de grimpars, de l'ordre des passeriformes.
Dans la phylogénie de Sibley, la totalité des espèces de dendrocolaptidés a été intégrée à la famille des furnariidés. La classification de référence du Congrès ornithologique international (version 2.2, 2009) intègre aussi les Dendrocolaptidae aux Furnariidae, car ils sont génétiquement « compris » dans les limites génétiques des espèces auparavant présentes dans les Furnariidae. Les Dendrocolaptidae n'ont donc pas d'existence légitime.

## Liste alphabétique des genres
- Campylorhamphus (m.) W. Bertoni, 1901
- Deconychura (f.) Cherrie, 1891
- Dendrexetastes (m.) Eyton, 1851
- Dendrocincla (f.) G.R. Gray, 1840
- Dendrocolaptes (m.) Hermann, 1804
- Drymornis (m.) Eyton, 1852
- Glyphorynchus (m.) Wied-Neuwied, 1831
- Hylexetastes (m.) P.L. Sclater, 1889
- Lepidocolaptes (m.) Reichenbach, 1853
- Nasica (m.) Lesson, 1830
- Sittasomus (m.) Swainson, 1827
- Xiphocolaptes (m.) Lesson, 1840
- Xiphorhynchus (m.) Swainson, 1827